# آرکوسانتی

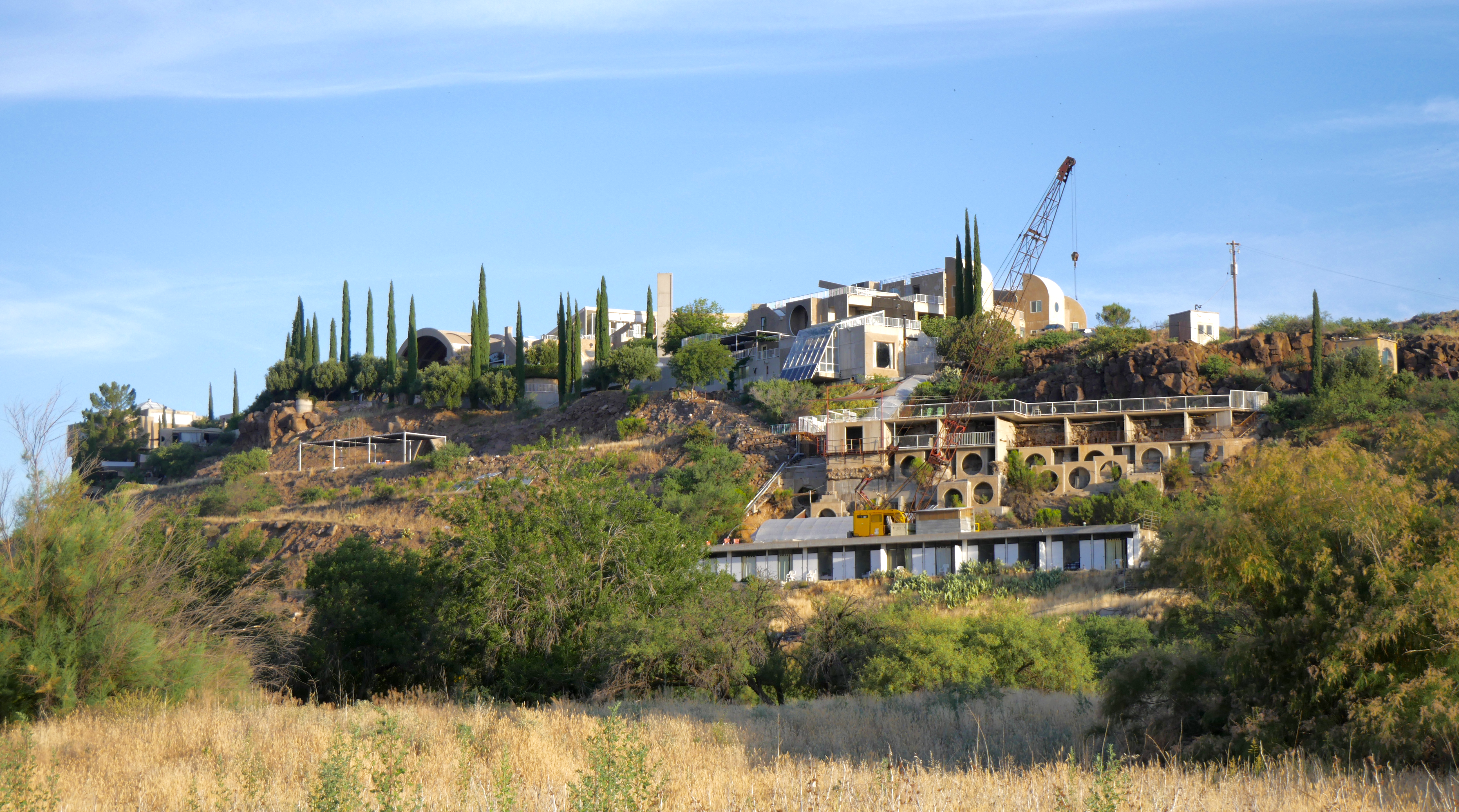
نمای آرکوسانتی از جنوب شرقی

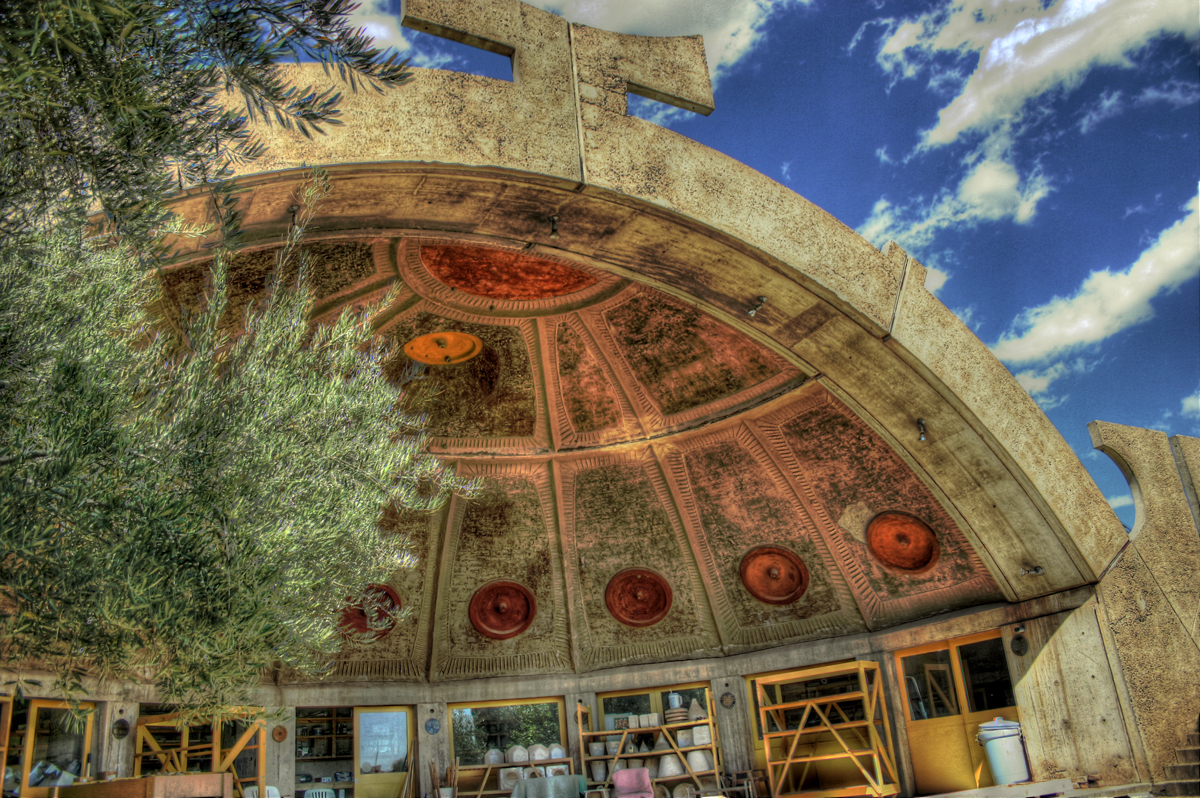
آرکوسانتی

آرکوسانتی (انگلیسی: Arcosanti)شهری است که برای ریخته‌گری برنز و ساختن ناقوس کلیسای تجاری در نظر گرفته شد و در مرکز ایالت آریزونا قرار دارد که ۷۰ مایلی (۱۱۰ کیلومتری) شمال فینیکس، آریزونا است و در ارتفاع ۳۷۳۲ فوت یا۱۱۳۰ متری واقع شده‌است.